# Banco D. João de Castro
Il Banco D. João de Castro è un grande vulcano sottomarino situato nella parte centrale dell'Oceano Atlantico, a 36 miglia nautiche (67 km) dall'isola di Terceira e 40 miglia nautiche (74 km) dall'isola di São Miguel, nell'arcipelago delle Azzorre.

## Caratteristiche
Il vulcano si innalza di circa 1.000 m rispetto al fondale oceanico. Il Banco rappresenta la parte terminale del cono vulcanico e la sua base si trova 50 metri al di sotto della superficie del mare e si eleva fino a una profondità minima compresa tra 13 m e 6,7 metri. Il cratere ha una forma ovale che misura 300 m in direzione nord-sud e 600 m in direzione est-ovest.
Ci sono camini idrotermali a una profondità di soli 20 m, dove la temperatura raggiunge 121 °C.
In una piccola area di 100x50 m nella zona occidentale, si notano risalite di gas, in particolare anidride carbonica, che provengono da una camera magmatica situata tra 1 e 5 chilometri al di sotto del fondale oceanico. A sudest della parte più superficiale del Banco è stato recentemente trovato un secondo campo idrotermale a una profondità di 200 m.

## Struttura geologica
La formazione delimita le regioni settentrionali e meridionali della fossa Hirondelle ed è inserita in un allineamento vulcanico-tettonico sussidiario del rift di Terceira, costituito da una serie di faglie normali e coni vulcanici con orientamento 145º NNW-SSE che si sviluppano dal sud dell'isola di Santa Maria fino alla dorsale medio atlantica, a nord-ovest dell'isola di Graciosa.
L'edificio vulcanico è costituito da flussi di lava e depositi vulcano-clastici sottomarini sovrapposti e la sua cima è appena 13 metri al di sotto del livello medio del mare. La regione centrale del vulcano è occupata da un vasto campo di fumarole che emette grandi quantità di gas che fuoriescono dalla superficie del mare. La continua attività sismica nella regione suggerisce che in un futuro non troppo lontano potrebbe formarsi una nuova isola.
Sul fianco nord-occidentale del vulcano ci sono due coni parassiti, entrambi di circa 90x45 m. Il cratere più recente è coperto da una superficie costituita da un lago di lava solidificata caratterizzata da fratture di contrazione poligonali, mentre il cratere più antico, meno distinto in seguito alle modifiche operate dalla tettonica locale, è coperto da depositi di tefra.

## Storia
I primi riferimenti storici correlati con un pericoloso vulcano sommerso tra le isole di São Miguel e Terceira, sono relativi all'affondamento di due navi del corsaro francese Henry Tourin, nella primavera del 1718.
L'ultima grande eruzione in questa regione avvenne il 31 dicembre 1720. Iniziò come eruzione sottomarina, ma si trasformò presto in eruzione di tipo surtseiano, che portò alla formazione di un'isola circolare, con un diametro di circa 1,5 km e innalzantesi di 250 m sul livello del mare.
L'isola, chiamata dai portoghesi Ilha Nova (Isola Nuova), rimase al di sopra del livello del mare per soli due anni, quando le sue dimensioni si erano ridotte a un diametro di 900 m e l'altezza a 180 m. L'erosione marina e il moto ondoso degradarono rapidamente il cono vulcanico tanto che il 21 luglio 1722 il Conselho da Marinha Português (Consiglio della Marina Portoghese) fu informato che l'isola era scomparsa. Nuovi avvistamenti o segnalazioni della presenza di una secca, vennero tuttavia riportati continuamente nei due secoli successivi. 
Il 28 luglio 1941, la nave da ricerca idrografica portoghese NH D. João de Castro identificò la posizione dell'isola scomparsa e catalogò la morfologia del banco roccioso che si era formato al suo posto. Secondo la tradizione nautica, al banco fu assegnato il nome della nave che l'aveva scoperto. La nave a sua volta prendeva il nome da João de Castro, (1500 - 1548) esploratore portoghese, nonché viceré dell'India portoghese.
Il più recente evento sismico nella regione è stato registrato il 2 giugno 2012, quando è stato avvertito un intenso tremolio nell'area, registrato come equivalente al livello III/IV della scala Mercalli modificata, nelle isole di São Miguel e Terceira.